# 大阪慶應義塾

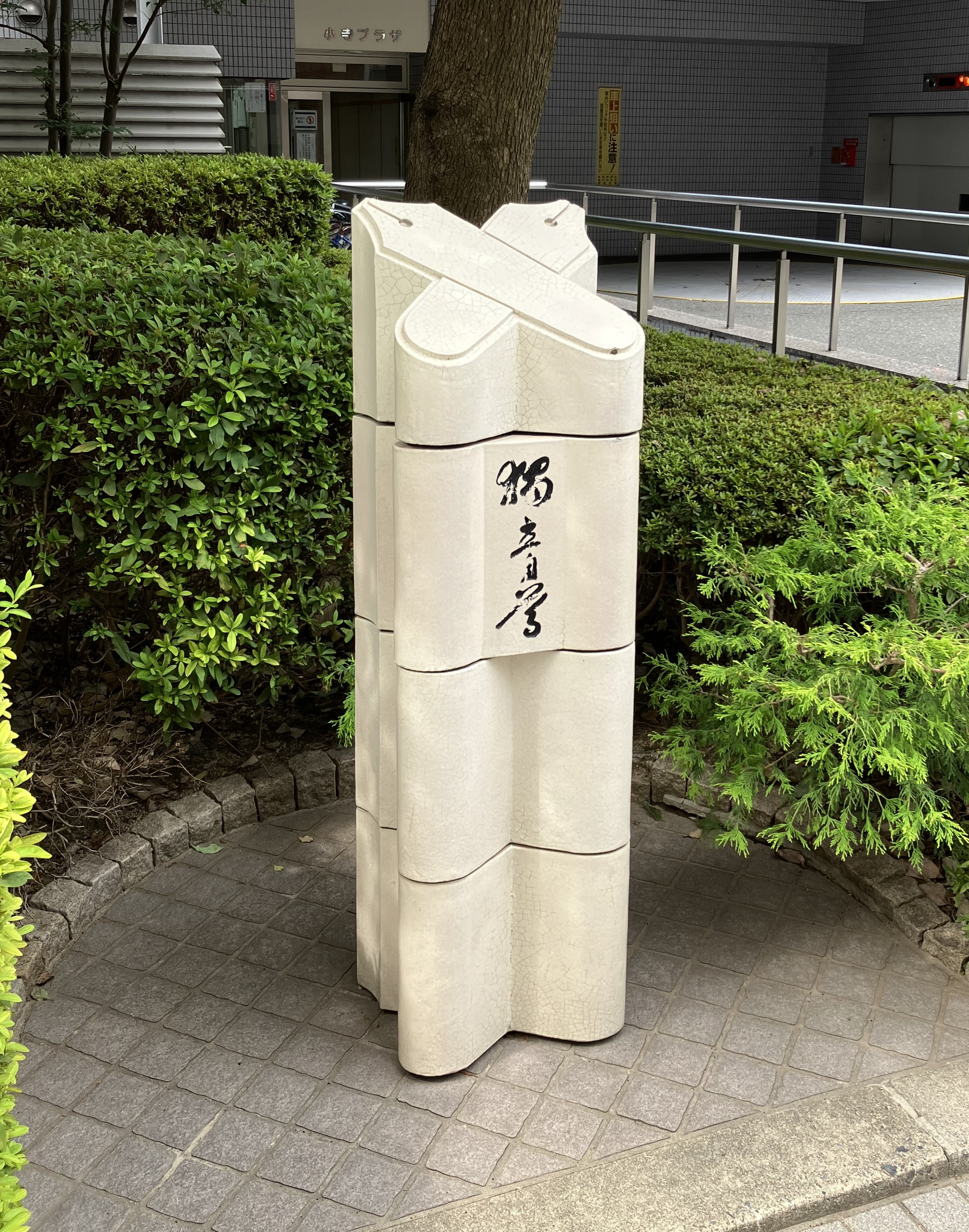
大阪慶應義塾跡記念碑

大阪慶應義塾（おおさかけいおうぎじゅく）は、1873年（明治6年）11月から1875年（明治8年）まで、現在の大阪府大阪市中央区に存在した、慶應義塾による教育機関。

## 歴史
東京に出るのが困難な関西の学生を対象とする形で大阪安堂寺橋通三丁目に設置された。明治維新後に大阪の「人民の自由」の衰勢に対する心配から分校設置の話が塾内で起き、福澤諭吉も賛同して設立願書に名前を連ねた。
英文学、算術・訳書の3学科が設置され、荘田平五郎、名児耶六都、岩田蕃らが交代で授業を行った。「算術」では和算と西洋式数学の両方が教えられた。教員はいずれも東京の慶應義塾から派遣された。
1874年（明治7年）6月に北浜町二丁目に移転し、翌年閉塾した。開塾中に英書科に75人、訳書科に11人の計86人が通った。
閉塾した理由として
1. 交通の便が発達して、地方からは東京に出るのも大阪に出るのも大して相違がなくなり、東京の慶應義塾に入学する者が多かった[3]
2. 教員の頻繁な交代[2]
3. 商売人に学問は不要という大阪人気質[4]

といったものがあったとされる。
その後、旧大阪慶應義塾を引き継ぐ形で徳島慶應義塾が開塾したが、これも1年あまりで廃止された。
2009年（平成21年）に旧所在地の北浜二丁目に大阪慶應義塾跡記念碑が設置された。福澤諭吉の筆跡で「独立自尊」と記され、上部は上部はペンがクロスした形になっている。